# Lauren Sánchez

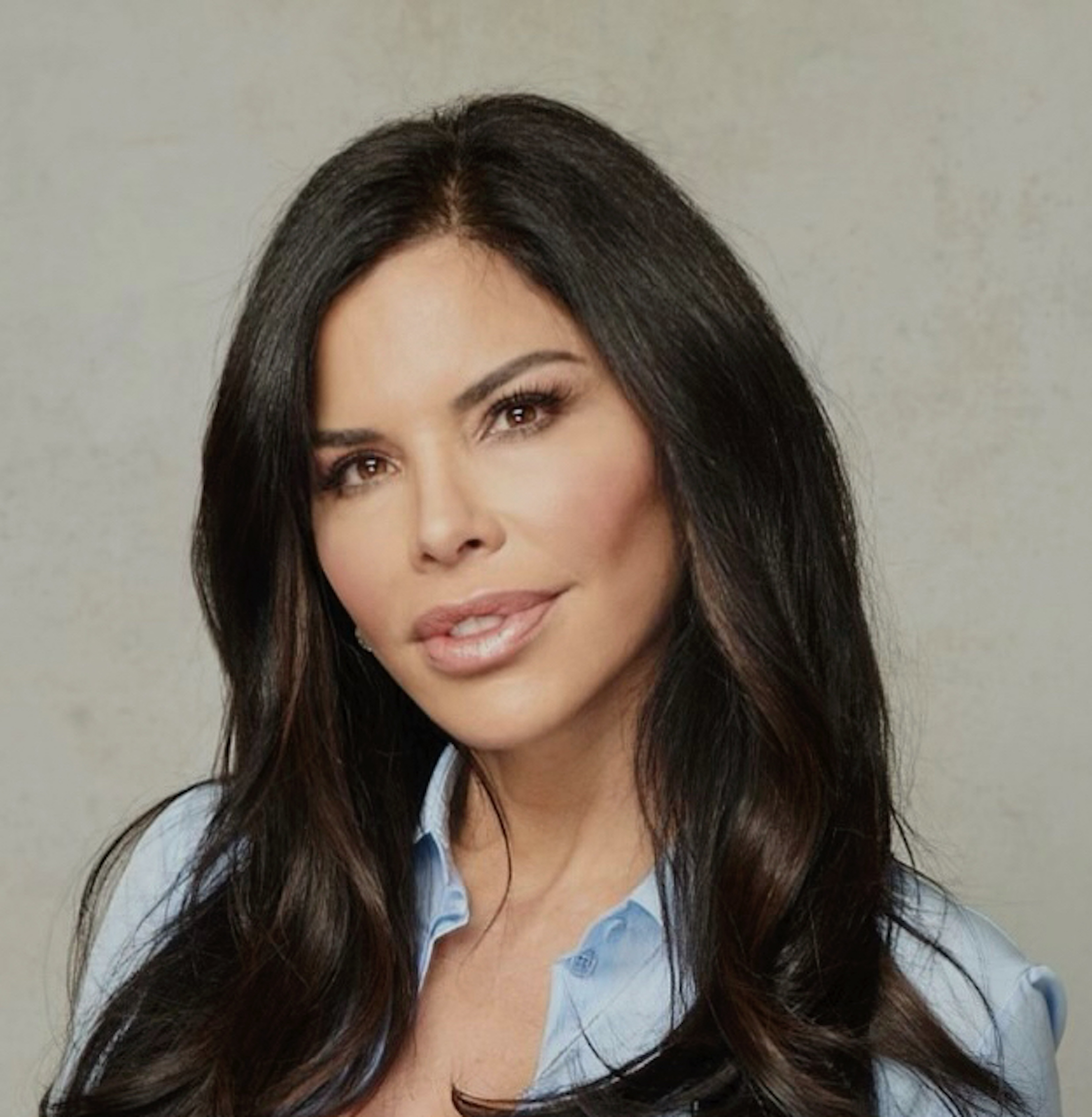
Lauren Sánchez, 2022

Lauren Wendy Sánchez Bezos (* 19. Dezember 1969 in Albuquerque, New Mexico als Lauren Sánchez) ist eine US-amerikanische , Nachrichtensprecherin, Schauspielerin und Unternehmerin.

## Werdegang
Sánchez begann ihre Karriere bei KCOP-TV, L.A. und war dann Reporterin und Co-Moderatorin bei KTVK in  Phoenix. Sie wechselte über die Entertainment-Show Extra zu Fox Sports Networks. Nebenher wirkte Sánchez auch regelmäßig bei Shows, darunter Larry King Live, The Joy Behar Show und Showbiz Tonight mit. Sie gründete 2016 die auf Luftaufnahmen spezialisierte Filmproduktionsgesellschaft Black Ops Aviation.

## Privates
Lauren Sánchez heiratete im Jahr 2001 den American-Football-Spieler Tony Gonzalez. Der gemeinsame Sohn, Nikko Gonzalez, kam im Februar 2001 zur Welt. Die Ehe wurde geschieden.
2005 heiratete sie den Hollywood-Agenten Patrick Whitesell, mit dem sie 2006 einen weiteren Sohn und 2008 eine Tochter bekam.
Sánchez verfügt über eine Pilotenlizenz.
Im Februar 2019 wurde bekannt, dass Sánchez eine Beziehung mit Jeff Bezos, einem der reichsten Menschen der Welt, eingegangen ist, woraufhin beide die Scheidung von ihren jeweiligen Partnern einreichten. Bezos und Sánchez verlobten sich im Mai 2023. Nachdem sie in den USA bereits standesamtlich getraut worden waren, fand ihre weltweit beachtete Hochzeitsfeier am 27. Juni 2025 in Venedig statt.
Sánchez war zusammen mit fünf weiteren prominenten Frauen am 14. April 2025 an Bord der Rakete New Shepard (Blue Origin NS-31), einer touristischen Rakete des Anbieters Blue Origin von Jeff Bezos, welche bis kurz über die Kármán-Linie flog. Die Reisenden gelten nach Rahmenbedingungen der NASA nicht als kommerzielle Astronauten.

## Filmografie (Auswahl)
- 2003: Hollywood Cops (Hollywood Homicide)
- 2004: The Day After Tomorrow
- 2005: Spiel ohne Regeln (The Longest Yard)
- 2007: Fantastic Four: Rise of the Silver Surfer
- 2011: Wir kaufen einen Zoo (We Bought a Zoo)
- 2013: White House Down
- 2015: Ted 2